# 唐山大地震 (电影)
《唐山大地震》（英語：Aftershock）是由馮小剛执导的一部以唐山大地震為背景的電影，於2010年7月22日夏季上映。電影由華誼兄弟公司出品，由馮小剛執導，再由徐帆、張靜初、陳道明、李晨、陸毅、張國強、王子文等中國大陸知名演員參與演出。
電影改編自加拿大華裔女作家張翎的小說《餘震》，講述一個「23秒、32年」的故事：1976年7月28日凌晨發生的地震，將唐山市在23秒之內變成一片廢墟。一位年輕的母親在面對兩個孩子只能救一個的絕境下，無奈選擇犧牲姊姊而救弟弟。這個決定改變整個家庭的命運，也讓生還者陷入一個難以彌合的情感困境，但一家人終究在2008年的汶川大地震時重逢且釋懷。

## 劇情
1976年7月27日，河北省唐山市居民目睹無數隻蜻蜓飛離城市，但完全沒有在意而各回各家找家人們團聚。凌晨3時42分，一股里氏7.8級強震突然襲來，絕大部分市民都在睡夢中而完全措手不及，大部分住宅樓都因結構脆弱而瞬間坍塌，使地震时困於住宅楼裡面的住戶都被埋在殘骸下方。
地震過後，唐山一片混亂、充滿哀鳴，所有倖存者開始尋找家人，很多都抱著從廢墟裡挖出的死去家人遺體痛哭。方家之主方大強因跑回住宅樓試圖營救兩個兒女方登和方達而喪生，其妻子李元妮繼續試圖拯救被埋在殘骸下的兩個孩子，但由於姐弟倆均身處水泥板兩邊，導致市民只能撬起一邊、救出一人。希望兩個孩子都得救而苦苦哀求的元妮無法選擇，絕境之下眼看著其他人剛要離開而開口說出“救弟弟”，這句話被压在底下的方登聽在耳中。當解放軍前來援助時，疲憊的元妮和方達被解放軍接到城外，而從廢墟裡被挖出的方登從昏迷中醒來，無依無靠的她被解放軍營救。
幾個月後，變成“孤兒”的方登由一對解放軍夫婦王德清和董桂蘭領養，進入解放軍生活並在學校學醫，她因為慘痛經歷而無法面對真正的家人，從此隱瞞身分並跟從養父的姓、改名叫王登。元妮陪伴左臂截肢的方達搬回唐山後，拒絕跟婆婆搬去濟南的請求，在抗震棚裡住满三年後，才搬回修復工作完成的唐山市。
二十年下來，方登跟著她的養父母在軍營長大，一次都沒有在他們面前提過自己的親生家人或經歷。她在杭州就讀醫科大學期間認識同校同學楊志，和他發展為男女朋友關係。大三那年，養母董桂蘭因病去世，臨終前希望方登能去找她的真正家人，養父王德清此後繼續從軍且絕不離家。方登隨後發現自己懷孕，楊志因驚慌而希望她去墮胎，但方登不肯放棄這個孩子，認為楊志不會盡到父親責任後，因此自行退學離家出走，為了不被找到而就此斷絕跟楊志和養父的一切聯繫。
隨後，方登生下女兒起名叫點點，跟一位加拿大人亞歴山大結婚，開始在各處當英文家教賺錢撫養女兒。直到1997年時，她回到當時退休養老的養父身邊，先為離家的事情認完錯後，最終將她兒時被困地震廢墟中的真實經歷告知養父而得到他的諒解，並被他教導「家人終歸是家人」，陪他度完1997年春節。當時的方達即便受到母親的反對，還是捨棄學業與高考機會，跑出去跟朋友靠打工賺錢為生。他左臂戴上假肢、從騎三輪車載人開始打拼，於幾年後同樣結婚生子，同樣起名叫點點。
2008年5月12日，汶川大地震的發生讓許多有經驗的唐山市民到場救援，包括當時成為旅行社經理的方達，以及陪丈夫移民到加拿大溫哥華居住的方登。學過醫而擔任醫護人員的方登在晚間休息時，聽見身旁的弟弟方達跟人講述他和姊姊76年地震時被壓的事情，得知母親這三十年來痛不欲生後，決定跟弟弟相認並回到家鄉。回家後，方登看見母親元妮已經買好她兒時最喜歡吃的蕃茄，其地震當晚答應隔天給她買回來。元妮最後对女儿跪地痛哭道歉，讓不忍心看著母親繼續受苦的方登，徹底走出三十二年的陰霾。多年失散的方家正式團圓，最后一同来到父亲大强的墓前祭拜。
結尾中唐山居民宋守述來到2008年建成的唐山地震遺址紀念公園內刻上24萬個罹難者姓名的唐山大地震罹難者紀念牆，悼念於地震中喪生的家人。

## 演員
| 演員                | 角色      | 備註                       | DVD粤语配音  | TVB粤语配音         |
| ------------------- | --------- | -------------------------- | ------------ | ------------------- |
| 徐帆                | 李元妮    | 唐山市居民                 | 陳安瑩       | 陸惠玲              |
| 張國強              | 方大強    | 李元妮的丈夫，卡車駕駛員， | 葉振聲       | 葉振聲              |
| 張靜初 童年：張子楓 | 方登/王登 | 雙胞胎中的姐姐。           |              | 曾秀清              |
| 李 晨 童年：張家駿  | 方達      | 雙胞胎中的弟弟。           | 童年：莊巧兒 | 蘇強文 童年：陳琴雲 |
| David F.Morris      | 亚历山大  | 方登之夫                   |              |                     |
| 吕 中               | 方家祖母  |                            | 莊巧兒       | 袁淑珍              |
| 詠 梅               | 方家大姑  |                            |              | 謝潔貞              |
| 陳道明              | 王德清    | 方登養父                   |              | 陳欣                |
| 陳 瑾               | 董桂蘭    | 方登養母                   |              | 黃玉娟              |
| 王子文              | 小 河     | 方達妻                     | 鄧潔麗       | 劉惠雲              |
| 馬秋子              | 趙主任    |                            |              |                     |
| 陸 毅               | 楊 志     | 方登男友                   |              | 黃啟昌              |
| 楊立新              | 老 牛     | 鄰居、單戀元妮             |              | 招世亮              |
| 劉莉莉              | 汶川母親  |                            |              |                     |
| 张宝雯              | 王志国妻  |                            |              |                     |

## 主創人員
- 導演：馮小剛
- 編劇：蘇小衛

## 主题曲
- 尚雯婕 《23秒，32年》（片尾曲）
- 王菲 《心经》(片尾字幕前)

## 票房成绩
《唐山大地震》自2010年7月22日公映以来，截止到9月9日在全国票房达到6.6亿元人民币。
台灣票房方面，最終獲得2600萬元新台幣。

## 獲獎與提名
| 第05屆亞洲電影大獎 | 第05屆亞洲電影大獎 | 第05屆亞洲電影大獎 |
| 獎項名稱           | 入圍者             | 結果               |
| ------------------ | ------------------ | ------------------ |
| 最佳影片           | 唐山大地震         | 提名               |
| 最佳導演           | 馮小剛             | 提名               |
| 最佳女主角         | 徐帆               | 獲獎               |
| 最佳視覺效果       | 菲爾·瓊斯          | 獲獎               |
| 票房最高影片       | 唐山大地震         | 獲獎               |

| 第28屆中國電影金雞獎 | 第28屆中國電影金雞獎 | 第28屆中國電影金雞獎 |
| 獎項名稱             | 入圍者               | 結果                 |
| -------------------- | -------------------- | -------------------- |
| 最佳故事片           | 唐山大地震           | 提名                 |
| 最佳導演             | 馮小剛               | 提名                 |
| 最佳編劇             | 蘇小衛               | 提名                 |
| 最佳女主角           | 徐帆                 | 提名                 |
| 最佳女配角           | 張靜初               | 提名                 |
| 最佳攝影             | 呂樂                 | 提名                 |
| 最佳錄音             | 吳江                 | 提名                 |
| 最佳音樂             | 王黎光               | 獲獎                 |
| 最佳美術             | 霍廷霄               | 獲獎                 |

| 第14屆中國電影華表獎 | 第14屆中國電影華表獎 | 第14屆中國電影華表獎 |
| 獎項名稱             | 入圍者               | 結果                 |
| -------------------- | -------------------- | -------------------- |
| 優秀故事片           | 唐山大地震           | 獲獎                 |
| 優秀女演員           | 徐帆                 | 獲獎                 |

| 第47屆台灣電影金馬獎 | 第47屆台灣電影金馬獎 | 第47屆台灣電影金馬獎 |
| 獎項名稱             | 入圍者               | 結果                 |
| -------------------- | -------------------- | -------------------- |
| 最佳女主角           | 徐帆                 | 提名                 |
| 最佳女配角           | 張靜初               | 提名                 |
| 最佳視覺效果         | 菲爾·瓊斯            | 提名                 |

| 第18屆北京大學生電影節 | 第18屆北京大學生電影節 | 第18屆北京大學生電影節 |
| 獎項名稱               | 入圍者                 | 結果                   |
| ---------------------- | ---------------------- | ---------------------- |
| 最佳影片               | 唐山大地震             | 獲獎                   |
| 最受歡迎導演           | 馮小剛                 | 獲獎                   |

| 第04屆亞太銀屏獎 | 第04屆亞太銀屏獎 | 第04屆亞太銀屏獎 |
| 獎項名稱         | 入圍者           | 結果             |
| ---------------- | ---------------- | ---------------- |
| 最佳影片         | 唐山大地震       | 獲獎             |
| 最佳男演員       | 陳道明           | 獲獎             |
| 最佳女演員       | 徐帆             | 提名             |

| 第31屆大眾電影百花獎 | 第31屆大眾電影百花獎 | 第31屆大眾電影百花獎 |
| 獎項名稱             | 入圍者               | 結果                 |
| -------------------- | -------------------- | -------------------- |
| 最佳影片             | 唐山大地震           | 獲獎                 |
| 最佳導演             | 馮小剛               | 獲獎                 |
| 最佳編劇             | 蘇小衛               | 獲獎                 |
| 最佳新人             | 张子枫               | 獲獎                 |
| 最佳女主角           | 徐帆                 | 提名                 |
| 最佳女配角           | 張靜初               | 提名                 |

## 外部連結
- CCTV的報導（页面存档备份，存于）
- 馮小剛召開電影《唐山大地震》首次新聞發佈會[永久]
- 互联网电影数据库（IMDb）上《唐山大地震》的资料（英文）
- 豆瓣电影上《唐山大地震》的資料 （简体中文）